# Club Balonmano Granollers
El Club Balonmano Granollers (familiarment anomenat BM Granollers) és un club d'handbol de la ciutat de Granollers. És un dels clubs històrics de l'handbol a nivell català i estatal.

## Història
Va ser fundat l'any 1944. Des dels seus inicis, el club aconseguí ràpidament un gran nivell competitiu, tant a la modalitat d'handbol a 11 jugadors com a la d'handbol a 7 (que fou introduït per primer cop a Espanya a la ciutat de Granollers). Ha jugat gairebé totes les temporades a la màxima categoria de l'handbol espanyol i és un dels clubs amb més títols al seu palmarès, essent considerat un referent dins d'aquest esport. L'any 1959 fou el primer club de l'estat a participar en una competició europea i el seu major èxit internacional fou la Recopa d'Europa d'handbol de 1976, primer títol europeu d'un club espanyol d'handbol.
Gràcies a aquesta tradició, Granollers va convertir-se en subseu olímpica d'handbol als Jocs Olímpics de Barcelona'92. El Palau d'Esports de Granollers, pista de joc de l'equip, va ser construït amb motiu d'aquell esdeveniment i, posteriorment, també ha acollit el Mundial d'handbol masculí 2013 i el Mundial d'handbol femení 2021.
Un dels trets característics és l'aposta per la formació i el planter, cosa que li ha permès promoure un gran nombre de jugadors i tècnics de primer nivell internacional.
El primer equip femení del BM Granollers data de l'any 1967. En els darrers anys, a més, ha incrementat significativament el nombre d'equips femenins al planter i el l'equip femení sènior ha assolit diversos ascensos de categoria. Des de la temporada 2014/2015 té el primer equip masculí i femení a la màxima categoria de l'handbol espanyol. A més, l'equip femení ha assolit posicions europees i ha disputat la Challenge Cup, per primera vegada, a la temporada 2019/2020.
El Govern de la Generalitat de Catalunya li va concedir la Creu de Sant Jordi l'11 d'abril de 2017.

## Símbols

### Escut
El disseny definitiu de l'escut es va encarregar a l'artista local Amador Garrell i Soto. Prenent com a model un escut asimètric d'origen germànic, es van introduir els símbols de la gralla, inclòs a l'escut de la ciutat de Granollers; les quatre barres vermelles sobre fons daurat, de la bandera catalana; i la figura d'un jugador d'handbol llençant una pilota a porteria, que imitava la figura d'un dels jugadors del club que apareixia en una fotografia de l'època.

### Uniforme
Des dels inicis el Club Balonmano Granollers va adoptar els colors blau i blanc, perquè eren els que utilitzava el Frente de Juventudes de Granollers. A la dècada de 1980, després d'una greu crisi econòmica, el club va aconseguir el patrocini de l'empresa Cacaolat, cosa que va fer que l'uniforme agafés els colors de les ampolles del batut de Cacaolat: groc i marró. Quan va finalitzar aquest patrocini, l'uniforme va tornar als colors blanc i blau tradicionals, amb la introducció de lleugers canvis en el disseny, com la introducció del color vermell.
| 1944−1985 | 1985−1991 | 1991−2001 | 2001− |

### Himne
Lletra de l'himne del club:
Amb braó, dinàmics i optimistes,
ferma voluntat i decidits,
fem de l'esport una gran fal·lera,
per augmentar els èxits conquerits.
No decau gens, no decau el nostre ànim,
ni és indecís sinó és nostra la victòria
i tots lluitem amb anhel i entusiasme
i a Granollers podrem dur dies de glòria.
Aquesta és la gran consigna
i així la cantem tots pels carrers,
jugadors, siguem entusiastes,
del balón a mano Granollers.
Aquest himne va ser escrit durant la dècada de 1940. L'autor de la lletra i la música va ser Joan Coll, a petició del club. Va ser recuperat el primer de març de 1994 per a la commemoració del cinquantè aniversari del club en un festival musical realitzat al Cercle Cultural de La Caixa de Pensions. Es va encarregar d'interpretar-lo la Coral Polifònica de Granollers sota la direcció del mestre Agustí Vidal.

### Bandera
Va ser creada l'any 1954 per a la celebració del 10è aniversari del club. Va ser confeccionada per l'artista local Teresa Bassa. La bandera era un treball de brodat. S'utilitzava a tots els actes públics de l'entitat, inclosa la Festa Major, i la Fira i Festes de l'Ascensió.

### Camps de joc
- 1944-59: Camp Municipal de Futbol

Camp de futbol de l'equip local, el Esport Club Granollers, al carrer Girona. Aquest camp va ser testimoni dels èxits del BM Granollers a la modalitat d'handbol amb onze jugadors, fins que aquesta modalitat es va abandonar i es va substituir per la modalitat de set jugadors.
- 1955-60: Pavelló d'Esports

Inauguració: 26 d'agost de 1955
Última remodelació: 1984
Demolició: 2006
Pista descoberta amb terra de terratzo, coneguda popularment com la pista del carrer Tetuan. Tenia les dimensiones per a jugar a l'handbol en la modalitat de set jugadors. Per tal de poder-ne finançar la construcció, es va dividir en parcel·les, que van ser venudes als socis del club. Va ser remodelada l'any 1984. Ja al segle xxi, al terreny de la pista s'ha edificat un aparcament i el projecte de residència per a joves jugadors del club.
- 1960-91: Pavelló Municipal "El Parquet"

Inauguració: 23 de maig de 1960
Última remodelació: 2007
Tercera pista esportiva coberta construïda a Espanya, després de la de Madrid i Barcelona. La superfície és de parquet, cosa que proporciona unes condicions millors per al joc de l'handbol, tot i que originalment era de terratzo.
En aquest pavelló es va jugar la final de la Recopa d'Europa de 1976 contra el TSV Grün-Weiβ Dankersen alemany (actualment, Minden eV), cosa que va suposar el primer títol internacional per al BM Granollers i l'handbol català i espanyol.
Fins al 1984 el BM Granollers va compartir la pista amb el Club Bàsquet Granollers, el qual aleshores es va traslladar a un pavelló nou.
- 1991-Actualitat: Palau d'Esports de Granollers

Inauguració: 23 de juliol de 1991

Poliesportiu construït per als Jocs Olímpics de Barcelona'92. Amb una capacitat de 5.685 espectadors, és la seu actual del club. A més de la pista principal, compta amb una pista annexa. L'any 2013 va ser una de les cinc seus del Mundial d'handbol masculí de 2013.

## Dades del club

### Palmarès

#### Equip masculí
Resum:
- 1 Recopa d'Europa: 1975-76
- 2 Copes EHF: 1994-95, 1995-96
- 10 Lligues de Divisió d'Honor: 1958-59, 1959-60, 1960-61, 1965-66, 1966-67, 1967-68, 1969-70, 1970-71, 1971-72, 1973-74
- 3 Copes del Generalíssim: 1957-58, 1969-70, 1973-74
- 1 Copa ASOBAL: 1993-94
- 5 Lligues de Primera Divisió: 1955-56, 1956-57, 1957-58, 1958-59, 1964-65
- 2 Campionats d'Espanya d'handbol a onze: 1955-56, 1958-59

A més, cal destacar aquests resultats:
- Subcampió de la Supercopa d'Europa: 1996
- Finalista de la Recopa d'Europa: 2009-10
- Finalista de la Lliga Europea: 2022-23
- Bronze a la Final Four de la Copa EHF: 2015-16
- Semifinalista de la Copa EHF: 1996-97
- Semifinalista de la City Cup: 1993-94

#### Equip femení
Títols aconseguits:
- 11 Supercopes de Catalunya: 2014, 2015, 2016, 2017, 2018, 2019, 2020, 2021, 2022, 2023, 2024
- 1 Campionat d'Espanya (Divisió d'Honor Plata): 2013-14[18]

#### Equips de la base
Les fites més rellevants de les categories inferiors del club són:
- 2 Campionats d'Espanya Júnior Masculí: 1993-94, 1994-95
- 13 Campionats d'Espanya Juvenil Masculí: 1959-60, 1963-64, 1977-78, 1980-81, 1984-85, 1990-91, 1991-92, 1993-94, 1996-97, 1998-99, 2012-13, 2015-16, 2016-17, 2021-2022
- 1 Campionat d'Espanya Juvenil Femení: 2012-13
- 11 Campionats d'Espanya Cadet Masculí: 1979-80, 1980-81, 1989-90, 1991-92, 1997-98, 2000-01, 2001-02, 2010-11, 2014-15, 2016-17, 2018-2019
- 4 Campionats d'Espanya Infantil Masculí: 2007-08, 2011-12, 2012-13, 2014-15
- 4 Mini Copa del Rei (Cadet Masculí): 2013-14, 2016-17, 2018-2019, 2019-2020
- 3 Mini Copa de la Reina (Cadet Femení): 2016-17, 2021-2022, 2022-23

### Trajectòria

#### Equip masculí
- Trajectòria històrica completa a totes les competicions (inclou pedrera i handbol a 11)

El BM Granollers ha jugat sempre a la màxima categoria de l'handbol espanyol, llevat de les temporades 1963-64 i 1964-65, en què es va veure obligat a renunciar a causa dels canvis en el model de competició i per motius econòmics.
Historial complet de la classificació final a la lliga i la competició europea cada temporada:
| Temp.   | Lliga           | Lliga | Competició Europea | Competició Europea |
| Temp.   | Lliga           | Pos.  | Competició         | Resultat           |
| ------- | --------------- | ----- | ------------------ | ------------------ |
| 1955-56 | 1a Divisió      | 1     |                    |                    |
| 1956-57 | 1a Divisió      | 1     |                    |                    |
| 1957-58 | 1a Divisió      | 1     |                    |                    |
| 1958-59 | Divisió d'Honor | 1     |                    |                    |
| 1959-60 | Divisió d'Honor | 1     | Copa d'Europa      | 1/4                |
| 1960-61 | Divisió d'Honor | 1     |                    |                    |
| 1961-62 | 1a Divisió      | 2     | Copa d'Europa      | 1/8                |
| 1962-63 | 1a Divisió      | 2     |                    |                    |
| 1965-66 | Divisió d'Honor | 1     |                    |                    |
| 1966-67 | Divisió d'Honor | 1     | Copa d'Europa      | 1/16               |
| 1967-68 | Divisió d'Honor | 1     | Copa d'Europa      | 1/4                |
| 1968-69 | Divisió d'Honor | 3     |                    |                    |
| 1969-70 | Divisió d'Honor | 1     |                    |                    |
| 1970-71 | Divisió d'Honor | 1     | Copa d'Europa      | 1/4                |
| 1971-72 | Divisió d'Honor | 1     | Copa d'Europa      | 1/16               |
| 1972-73 | Divisió d'Honor | 4     | Copa d'Europa      | 1/16               |
| 1973-74 | Divisió d'Honor | 1     |                    |                    |
| 1974-75 | Divisió d'Honor | 3     | Copa d'Europa      | 1/8                |
| 1975-76 | Divisió d'Honor | 5     | Recopa d'Europa    | Campió             |
| 1976-77 | Divisió d'Honor | 5     | Recopa d'Europa    | 1/4                |
| 1977-78 | Divisió d'Honor | 5     |                    |                    |
| 1978-79 | Divisió d'Honor | 7     |                    |                    |
| 1979-80 | Divisió d'Honor | 4     |                    |                    |
| 1980-81 | Divisió d'Honor | 8     |                    |                    |
| 1981-82 | Divisió d'Honor | 3     |                    |                    |
| 1982-83 | Divisió d'Honor | 3     | Copa IHF           | 1/8                |
| 1983-84 | Divisió d'Honor | 4     | Copa IHF           | 1/4                |
| 1984-85 | Divisió d'Honor | 4     |                    |                    |
| 1985-86 | Divisió d'Honor | 3     |                    |                    |
| 1986-87 | Divisió d'Honor | 6     |                    |                    |
| 1987-88 | Divisió d'Honor | 3     |                    |                    |
| 1988-89 | Divisió d'Honor | 4     |                    |                    |
| 1989-90 | Divisió d'Honor | 4     |                    |                    |

| Temp.   | Lliga  | Lliga | Competició Europea | Competició Europea |
| Temp.   | Lliga  | Pos.  | Competició         | Resultat           |
| ------- | ------ | ----- | ------------------ | ------------------ |
| 1990-91 | ASOBAL | 7     |                    |                    |
| 1991-92 | ASOBAL | 2     |                    |                    |
| 1992-93 | ASOBAL | Final |                    |                    |
| 1993-94 | ASOBAL | 1/4   | City Cup           | 1/2                |
| 1994-95 | ASOBAL | 6     | Copa EHF           | Campió             |
| 1995-96 | ASOBAL | 5     | Copa EHF           | Campió             |
| 1996-97 | ASOBAL | 11    | Copa EHF           | 1/2                |
| 1997-98 | ASOBAL | 10    |                    |                    |
| 1998-99 | ASOBAL | 9     |                    |                    |
| 1999-00 | ASOBAL | 11    |                    |                    |
| 2000-01 | ASOBAL | 7     |                    |                    |
| 2001-02 | ASOBAL | 10    |                    |                    |
| 2002-03 | ASOBAL | 9     |                    |                    |
| 2003-04 | ASOBAL | 7     |                    |                    |
| 2004-05 | ASOBAL | 6     | Copa EHF           | 1/4                |
| 2005-06 | ASOBAL | 10    | Recopa d'Europa    | 1/4                |
| 2006-07 | ASOBAL | 9     |                    |                    |
| 2007-08 | ASOBAL | 12    | Copa EHF           | 1/8                |
| 2008-09 | ASOBAL | 6     |                    |                    |
| 2009-10 | ASOBAL | 8     | Recopa d'Europa    | Final              |
| 2010-11 | ASOBAL | 4     |                    |                    |
| 2011-12 | ASOBAL | 8     | Copa EHF           | 1/8                |
| 2012-13 | ASOBAL | 6     |                    |                    |
| 2013-14 | ASOBAL | 3     |                    |                    |
| 2014-15 | ASOBAL | 3     | Copa EHF           | 1/8 (Grup)         |
| 2015-16 | ASOBAL | 4     | Copa EHF           | 3r. (Final4)       |
| 2016-17 | ASOBAL | 4     | Copa EHF           | 1/8 (Grup)         |
| 2017-18 | ASOBAL | 3     | Copa EHF           | 1/4                |
| 2018-19 | ASOBAL | 5     | Copa EHF           | 1/8 (Grup)         |
| 2019-20 | ASOBAL | 6     |                    |                    |
| 2020-21 | ASOBAL | 4     |                    |                    |
| 2021-22 | ASOBAL | 2     | Copa EHF           | R2                 |
| 2022-23 | ASOBAL | 3     | Lliga europea      | 2                  |
| 2023-24 | ASOBAL | 3     | Lliga europea      | Prèvia             |
| 2024-25 | ASOBAL | 2     | Lliga europea      | Main round         |

| Temp.   | Lliga           | Lliga | Competició Europea | Competició Europea |
| Temp.   | Lliga           | Pos.  | Competició         | Resultat           |
| ------- | --------------- | ----- | ------------------ | ------------------ |
| 1955-56 | 1a Divisió      | 1     |                    |                    |
| 1956-57 | 1a Divisió      | 1     |                    |                    |
| 1957-58 | 1a Divisió      | 1     |                    |                    |
| 1958-59 | Divisió d'Honor | 1     |                    |                    |
| 1959-60 | Divisió d'Honor | 1     | Copa d'Europa      | 1/4                |
| 1960-61 | Divisió d'Honor | 1     |                    |                    |
| 1961-62 | 1a Divisió      | 2     | Copa d'Europa      | 1/8                |
| 1962-63 | 1a Divisió      | 2     |                    |                    |
| 1965-66 | Divisió d'Honor | 1     |                    |                    |
| 1966-67 | Divisió d'Honor | 1     | Copa d'Europa      | 1/16               |
| 1967-68 | Divisió d'Honor | 1     | Copa d'Europa      | 1/4                |
| 1968-69 | Divisió d'Honor | 3     |                    |                    |
| 1969-70 | Divisió d'Honor | 1     |                    |                    |
| 1970-71 | Divisió d'Honor | 1     | Copa d'Europa      | 1/4                |
| 1971-72 | Divisió d'Honor | 1     | Copa d'Europa      | 1/16               |
| 1972-73 | Divisió d'Honor | 4     | Copa d'Europa      | 1/16               |
| 1973-74 | Divisió d'Honor | 1     |                    |                    |
| 1974-75 | Divisió d'Honor | 3     | Copa d'Europa      | 1/8                |
| 1975-76 | Divisió d'Honor | 5     | Recopa d'Europa    | Campió             |
| 1976-77 | Divisió d'Honor | 5     | Recopa d'Europa    | 1/4                |
| 1977-78 | Divisió d'Honor | 5     |                    |                    |
| 1978-79 | Divisió d'Honor | 7     |                    |                    |
| 1979-80 | Divisió d'Honor | 4     |                    |                    |
| 1980-81 | Divisió d'Honor | 8     |                    |                    |
| 1981-82 | Divisió d'Honor | 3     |                    |                    |
| 1982-83 | Divisió d'Honor | 3     | Copa IHF           | 1/8                |
| 1983-84 | Divisió d'Honor | 4     | Copa IHF           | 1/4                |
| 1984-85 | Divisió d'Honor | 4     |                    |                    |
| 1985-86 | Divisió d'Honor | 3     |                    |                    |
| 1986-87 | Divisió d'Honor | 6     |                    |                    |
| 1987-88 | Divisió d'Honor | 3     |                    |                    |
| 1988-89 | Divisió d'Honor | 4     |                    |                    |
| 1989-90 | Divisió d'Honor | 4     |                    |                    |

| Temp.   | Lliga  | Lliga | Competició Europea | Competició Europea |
| Temp.   | Lliga  | Pos.  | Competició         | Resultat           |
| ------- | ------ | ----- | ------------------ | ------------------ |
| 1990-91 | ASOBAL | 7     |                    |                    |
| 1991-92 | ASOBAL | 2     |                    |                    |
| 1992-93 | ASOBAL | Final |                    |                    |
| 1993-94 | ASOBAL | 1/4   | City Cup           | 1/2                |
| 1994-95 | ASOBAL | 6     | Copa EHF           | Campió             |
| 1995-96 | ASOBAL | 5     | Copa EHF           | Campió             |
| 1996-97 | ASOBAL | 11    | Copa EHF           | 1/2                |
| 1997-98 | ASOBAL | 10    |                    |                    |
| 1998-99 | ASOBAL | 9     |                    |                    |
| 1999-00 | ASOBAL | 11    |                    |                    |
| 2000-01 | ASOBAL | 7     |                    |                    |
| 2001-02 | ASOBAL | 10    |                    |                    |
| 2002-03 | ASOBAL | 9     |                    |                    |
| 2003-04 | ASOBAL | 7     |                    |                    |
| 2004-05 | ASOBAL | 6     | Copa EHF           | 1/4                |
| 2005-06 | ASOBAL | 10    | Recopa d'Europa    | 1/4                |
| 2006-07 | ASOBAL | 9     |                    |                    |
| 2007-08 | ASOBAL | 12    | Copa EHF           | 1/8                |
| 2008-09 | ASOBAL | 6     |                    |                    |
| 2009-10 | ASOBAL | 8     | Recopa d'Europa    | Final              |
| 2010-11 | ASOBAL | 4     |                    |                    |
| 2011-12 | ASOBAL | 8     | Copa EHF           | 1/8                |
| 2012-13 | ASOBAL | 6     |                    |                    |
| 2013-14 | ASOBAL | 3     |                    |                    |
| 2014-15 | ASOBAL | 3     | Copa EHF           | 1/8 (Grup)         |
| 2015-16 | ASOBAL | 4     | Copa EHF           | 3r. (Final4)       |
| 2016-17 | ASOBAL | 4     | Copa EHF           | 1/8 (Grup)         |
| 2017-18 | ASOBAL | 3     | Copa EHF           | 1/4                |
| 2018-19 | ASOBAL | 5     | Copa EHF           | 1/8 (Grup)         |
| 2019-20 | ASOBAL | 6     |                    |                    |
| 2020-21 | ASOBAL | 4     |                    |                    |
| 2021-22 | ASOBAL | 2     | Copa EHF           | R2                 |
| 2022-23 | ASOBAL | 3     | Lliga europea      | 2                  |
| 2023-24 | ASOBAL | 3     | Lliga europea      | Prèvia             |
| 2024-25 | ASOBAL | 2     | Lliga europea      | Main round         |

#### Equip femení
- Trajectòria històrica completa a totes les competicions (inclou pedrera i handbol a 11)

Historial complet de la classificació final a la lliga i la competició europea:
| Temp.   | Lliga                 | Lliga   | Competició Europea | Competició Europea |
| Temp.   | Lliga                 | Pos.    | Competició         | Resultat           |
| ------- | --------------------- | ------- | ------------------ | ------------------ |
| 2007-08 | 1a catalana           | 2       |                    |                    |
| 2008-09 | 1a catalana           | 1       |                    |                    |
| 2009-10 | Lliga catalana        | 12      |                    |                    |
| 2010-11 | Lliga catalana        | F.Final |                    |                    |
| 2011-12 | Lliga catalana        | F.Final |                    |                    |
| 2012-13 | Lliga catalana        | 1       |                    |                    |
| 2013-14 | Divisió d'Honor Plata | 1       |                    |                    |
| 2014-15 | Divisió d'Honor       | 12      |                    |                    |
| 2015-16 | Divisió d'Honor       | 12      |                    |                    |
| 2016-17 | Divisió d'Honor       | 10      |                    |                    |
| 2017-18 | Divisió d'Honor       | 8       |                    |                    |
| 2018-19 | Divisió d'Honor       | 4       |                    |                    |
| 2019-20 | Divisió d'Honor       | 6       | Challenge Cup      | 1/2 (suspesa)      |
| 2020-21 | Divisió d'Honor       | 6       | Challenge Cup      | R3                 |
| 2021-22 | Divisió d'Honor       | 7       |                    |                    |
| 2022-23 | Divisió d'Honor       | 10      |                    |                    |
| 2023-24 | Divisió d'Honor       | 8       | Challenge Cup      | 1/4                |
| 2024-25 | Divisió d'Honor       | 6       |                    |                    |

| Temp.   | Lliga                 | Lliga   | Competició Europea | Competició Europea |
| Temp.   | Lliga                 | Pos.    | Competició         | Resultat           |
| ------- | --------------------- | ------- | ------------------ | ------------------ |
| 2007-08 | 1a catalana           | 2       |                    |                    |
| 2008-09 | 1a catalana           | 1       |                    |                    |
| 2009-10 | Lliga catalana        | 12      |                    |                    |
| 2010-11 | Lliga catalana        | F.Final |                    |                    |
| 2011-12 | Lliga catalana        | F.Final |                    |                    |
| 2012-13 | Lliga catalana        | 1       |                    |                    |
| 2013-14 | Divisió d'Honor Plata | 1       |                    |                    |
| 2014-15 | Divisió d'Honor       | 12      |                    |                    |
| 2015-16 | Divisió d'Honor       | 12      |                    |                    |
| 2016-17 | Divisió d'Honor       | 10      |                    |                    |
| 2017-18 | Divisió d'Honor       | 8       |                    |                    |
| 2018-19 | Divisió d'Honor       | 4       |                    |                    |
| 2019-20 | Divisió d'Honor       | 6       | Challenge Cup      | 1/2 (suspesa)      |
| 2020-21 | Divisió d'Honor       | 6       | Challenge Cup      | R3                 |
| 2021-22 | Divisió d'Honor       | 7       |                    |                    |
| 2022-23 | Divisió d'Honor       | 10      |                    |                    |
| 2023-24 | Divisió d'Honor       | 8       | Challenge Cup      | 1/4                |
| 2024-25 | Divisió d'Honor       | 6       |                    |                    |

## Organigrama esportiu

### Equip ASOBAL 2024-2025
Jugadors:
| Nº | Nom                    | Edat | Alçada | Nacionalitat | Posició          | Procedència         |
| -- | ---------------------- | ---- | ------ | ------------ | ---------------- | ------------------- |
| 51 | Pau Panitti            | 20   | 1,94   |              | Porter           | Pedrera             |
| 1  | Roberto Rodríguez      | 24   | 1,86   |              | Porter           | BM Benidorm         |
| 33 | Ferran Castillo        | 20   | 1,90   |              | Central          | Pedrera             |
| 6  | Biel Valera            | 21   | 1,73   |              | Central          | Pedrera             |
| 21 | Gerard Domingo         | 21   | 1,88   |              | Central          | Pedrera             |
| 8  | Tarcisio Freitas       | 24   | 1,80   |              | Central          | Atlético Valladolid |
| 10 | Leonardo Abrahao       | 27   | 1,72   |              | Central          |                     |
| 99 | Antonio Garcia Robledo | 40   | 1,91   |              | Lateral esquerre | Pedrera/HBC Nantes  |
| 3  | Andrés Moyano          | 27   | 1,85   |              | Lateral dret     | BM Nava             |
| 9  | Jordi Deumal           | 30   | 1,90   |              | Extrem esquerre  | USM Saran           |
| 32 | Pablo Guijarro         | 19   | 1,98   |              | Extrem esquerre  | Pedrera             |
| 77 | Pablo Urdangarín       | 24   | 1,86   |              | Extrem dret      | FC Barcelona B      |
| 34 | Sergi Franco Miró      | 26   | 1,89   |              | Extrem dret      | Pedrera             |
| 11 | Iván Montoya           | 26   | 1,84   |              | Pivot            | BM Huesca           |
| 23 | Oriol Rey              | 30   | 1,90   |              | Pivot            | PAUC Handball       |
| 7  | Víctor Romero          | 20   | 1,93   |              | Pivot            | Pedrera             |

| - Incorporacions: - - Andrés Moyano des del BM Nava - Tarcisio Freitas des de l'Atlético Valladolid - Jordi Deumal des de l'USM Saran - Leonardo Abrahao | - Baixes: - Bruno Reguart al Vfb Stuttgart - Marc Cañellas - Adrià Martínez Bages - Joan Amigó al Beşiktaş - Yusuf Faruk al Handball Limoges - Andrei Buzle |

Cos Tècnic:
- Antonio Rama | Entrenador
- Nacho Parera | Ajudant de l'entrenador
- Jordi Boixaderas | Delegat
- Perico García | Entrenador de porters
- Joan Vives | Metge

### Equip Divisió d'Honor Femenina 2025-2026
Jugadores:
| Nº | Nom                | Naixement   | Alçada | Nacionalitat | Posició         |
| -- | ------------------ | ----------- | ------ | ------------ | --------------- |
| 16 | Marta Mera         | 25/05/2000  | 1,67   | CAT          | Portera         |
|    | Judith Vizuete     | 20/07/21995 | 1,71   | CAT          | Lateral         |
| 42 | Cristina Polonio   | 20/07/1998  | 1,66   | ESP          | Pivot           |
| 58 | Claudia Juan       | 08/09/2004  |        | ESP          | Central         |
| 18 | Martina López Quer |             |        | CAT          | Central         |
| 21 | Lucía Pérez Carbó  | 13/02/2007  | 1,70   | CAT          | Extrem          |
|    | Itziar Martínez    | 10/01/1998  | 1,73   | Euskadi      | Lateral         |
|    | Raquel Moré        | 27/05/2001  | 1,70   | CAT          | Lateral         |
| 98 | Martina Capdevila  | 19/09/2001  | 1,78   | CAT          | Central         |
|    | Nayla de Andrés    | 1997        | 1,73   | ESP          | Pivot           |
|    | Mireia Torras      | 02/05/1996  | 1,65   | CAT          | Central         |
| 6  | Ona Vila           | 19/02/2001  | 1,65   | CAT          | Extrem esquerre |
| 10 | Carla González     | 31/05/2005  | 1,69   | CAT          | Extrem          |
| 17 | Belén Rodríguez    | 02/08/2006  | 1,73   | ESP          | Primera línia   |
| 8  | María Hombrado     | 02/2006     | 1,69   | CAT          | Extrem          |
| 19 | Goundo Gassama     | 06/04/2004  | 1,73   | ESP          | Portera         |
| 2  | Mariona Bruach     | 18/12/2006  | 1,60   | CAT          | Central         |
| 26 | Nerea Güell        | 16/02/2007  |        | CAT          | Central         |

Equipo Técnico:
- Robert Cuesta | Entrenador
- Jessica Bonilla | Ajudant de l'entrenador
- Arnau Forns | Fisioterapeuta
- Jordi Esbrí | Entrenador de porteres
- Édgar García | Preparador físic

### Pedrera
L'aposta per la pedrera és un dels trets distintius del BM Granollers. El palmarès de les categories inferiors del club és un dels més destacats de l'handbol català i espanyol. Igualment, una gran quantitat de jugadors de primer nivell internacional han sorgit del planter i han format part de l'equip sènior del club o d'altres equips europeus.
La pedrera del BM Granollers està formada por aproximadament 30 equips de totes les categories, des de prebenjamí a veterans, tant masculins com femenins. A més, el BM Granollers organitza diversos tornejos d'handbol base a nivell local, regional i internacional.

## Figures destacades

### Jugadors nacionals destacats
Selecció de jugadors catalans i espanyols de la història primer equip masculí:
| Jugador        | Posició |
| -------------- | ------- |
| Joan Barbany   | DAV     |
| Eduard Barbany | MIG     |
| Vicenç Vacca   |         |
| Andreu Tura    |         |
| Francesc Canal |         |
| Gasset         | PO      |
| Planxart       | PO      |

| Jugador              | Posició |
| -------------------- | ------- |
| Francesc Pregona     | ORG     |
| José Antonio Cabrera | DEF     |
| Joan Barbany         | DAV     |
| Eduard Barbany       | MIG     |
| Josep Fontdevila     | DAV     |
| Antonio Casajuana    | MIG     |
| Vicenç Vacca         |         |
| Eduardo de Riquer    |         |
| Josep Estapé         |         |
| Pere Illa            |         |
| Manuel Oliva         |         |
| José Luis García Mir |         |

| Jugador         | Posició |
| --------------- | ------- |
| Alejandro Viaña | PI      |
| Juan Morena     | LD      |
| Antoni García   |         |
| Martí Montaner  |         |
| Martí Font      | PO      |

| Jugador                | Posició |
| ---------------------- | ------- |
| Vicente Calabuig       | EE      |
| Gregorio López "Goyo"  | CE      |
| Eugeni "Gin" Castellví | CE      |
| Miguel A. Aperador     | CE      |
| José Luis Sagarribay   | LE      |
| Eugeni Serrano         | ED      |
| Santos Labaca          | PI      |
| José María Gómez       | PI      |
| Joaquim Borrego        | EE      |
| Miquel Prat            | LD      |
| Josep Perramon         | PO      |
| Patxi Pagoaga          | PO      |

| Jugador               | Posició |
| --------------------- | ------- |
| Jaume Puig            | PI      |
| Óscar Mainer          | EE      |
| Ricardo Marín         | LE      |
| Enric Masip           | CE      |
| Mateo Garralda        | LD      |
| Josep Maria Junqueras | ED      |
| Alex Franch           | EE      |
| Perico García         | PO      |
| Jaume Fort            | PO      |

| Jugador         | Posició |
| --------------- | ------- |
| Jordi Fernández | ED      |
| Àlex Viaña      | CE      |
| Carlos Viver    | EE      |
| Antonio Ugalde  | EE      |
| "Quino" Soler   | LE      |
| Jaime García    | PI      |
| Aitor Etxaburu  | PI      |
| Jordi Núñez     | PO      |
| Xavi Pérez      | PO      |

| Jugador               | Posició |
| --------------------- | ------- |
| Cristian Malmagro     | LD      |
| Salva Puig            | LD      |
| Raúl Campos           | LD      |
| Carlos Viver          | EE      |
| Albert Rocas          | EE      |
| Álvaro Ferrer         | CE      |
| Joan Cañellas         | CE      |
| José Luis Pérez Canca | CE      |
| Ivan Raigal           | PI      |
| Juan Andreu           | PI      |
| Vicente Álamo         | PO      |
| Manel Pérez           | PO      |

| Jugador                 | Posició |
| ----------------------- | ------- |
| Raúl Campos             | LD      |
| Antonio García          | LE      |
| Álvaro Ruiz             | CE      |
| Gonzalo Pérez de Vargas | PO      |
| Ferran Solé Sala        | ED      |
| Arnau Garcia Barceló    | LE      |
| Marc Cañellas Reixach   | CE      |
| David Resina            | EE      |
| Ian Tarrafeta           | CE      |
| Marc Garcia Diéguez     | DEF     |

| Anys 2020 \| Jugador \| Posició \| \| ------------- \| ------- \| \| Chema Márquez \| LI \| \| Pol Valera \| CE \| \| Jan Gurri \| CE \| |         |
| Jugador | Posició |
| Chema Márquez | LI      |
| Pol Valera | CE      |
| Jan Gurri | CE      |

### Jugadors estrangers
Llista completa dels jugadors estrangers que han jugat al primer equip masculí:
| Jugador      | Pos. | Nacion. |
| ------------ | ---- | ------- |
| Hugo Günther | UNI  |         |

| Jugador            | Pos. | Nacion. |
| ------------------ | ---- | ------- |
| Roland Arne Jevrud | LE   |         |

| Jugador          | Pos. | Nacion. |
| ---------------- | ---- | ------- |
| Eric Cailleaux   | CE   |         |
| Aleksandar Gacic |      |         |
| Peder Järphag    |      |         |
| Per Carlén       | LD   |         |

| Jugador              | Pos. | Nacion. |
| -------------------- | ---- | ------- |
| Atil Hilmarsson      |      |         |
| Svein Seveinsson     |      |         |
| Vjatcheslav Atavin   | LE   |         |
| Andrej Tioumentsev   | CE   |         |
| Oleg Kisselev        | LD   |         |
| Veselin Vujovic      | CE   |         |
| Igor Butulija        | LD   |         |
| Dimitri Kachkan      | CE   |         |
| Zoran Mikulic        | LD   |         |
| Vladislav Kalarash   | CE   |         |
| Slobodan Veselinovic | LE   |         |
| Darko Galic          |      |         |
| Ivan Sunda           |      |         |

| Jugador              | Posició | Nacionalitat |
| -------------------- | ------- | ------------ |
| Kim Sung Heon        | LD      |              |
| Thomas Siversson     | PI      |              |
| Ljubomir Vranjes     | CE      |              |
| Takeshi Uchida       | EE      |              |
| Goran Kozomara       | PI      |              |
| Denis Bahtijarevic   | ED      |              |
| Patrick Cavar        | CE      |              |
| Uffe Freesgard       | PI      |              |
| Marko Krivocapic     | LE      |              |
| Goran Cmiljanic      | DEF     |              |
| Michal Nowak         | LE      |              |
| Árni Þór Sigtrygsson | LD      |              |
| Davor Cutura         | LE      |              |
| Aleksander Svitlica  | ED      |              |
| Michael Apelgren     | CE      |              |
| Aidenas Malasinskas  | CE      |              |
| Ivan Nikcevik        | ED      |              |
| Drasko Nenadic       | LE      |              |
| Peter Gentzel        | PO      |              |
| Venio Losert         | PO      |              |
| Peter Carlsson       | PO      |              |
| Fredrik Ohlander     | PO      |              |

| Jugador                  | Posició | Nacionalitat |
| ------------------------ | ------- | ------------ |
| Niklas Grundsten         | PI      |              |
| Thomas Reznicek          | LE      |              |
| Nicola Lazic             | LD      |              |
| Guilherme Gama Valadao   | LE      |              |
| Rodrigo Salinas          | LD      |              |
| José Guilherme de Toledo | LD      |              |
| Matías Schulz            | PO      |              |
| Dimitrije Pejanovic      | PO      |              |
| Cesar Almeida            | PO      |              |
| Henrique Teixeira        | LI      |              |
| Fernando Pacheco         | LD      |              |
| Michal Kasal             | LE      |              |
| Jorge Silva              | LD      |              |
| Vladan Loncar            | LE      |              |
| Rolandas Bernatonis      | LE      |              |
| Vukasin Rakocija         | LE      |              |
| Nicolás Bonano           | LE      |              |
| Oswaldo Maestro          | LD      |              |
| Ivan Popovic             | PI      |              |
| Esteban Salinas          | PI      |              |
| Rangel Luan              | PO      |              |
| Guilherme Torriani       | EE      |              |
| Yusuf Faruk              | LD      |              |
| Andrei Buzle             | LI      |              |

### Llegenda de les taules[calcitació]
| - CE: Central - LE: Lateral esquerre - LD: Lateral dret - EE: Extrem esquerre - ED: Extrem dret - PI: Pivot - PO: Porter | - DAV: Davanter - DEF: Defensa - MIG: Migcampista - ORG: Organitzador - UNI: Universal |

### Entrenadors
El primer equip masculí del BM Granollers ha tingut un total de disset entrenadors:
| Anys      | Entrenador              | Nacionalitat |
| --------- | ----------------------- | ------------ |
| 1952-1970 | Pep Vilà                |              |
| 1970-1974 | Miquel Roca Mas         |              |
| 1974-1980 | Joaquín Crespo "Quini"  |              |
| 1980-1984 | Ferran Raga             |              |
| 1984-1989 | Emilio Alonso           |              |
| 1989-1992 | Josep Maria Guiteras    |              |
| 1992-1997 | Manuel Montoya          |              |
| 1997-1998 | José Luis Villanueva    |              |
| 1998-1999 | Josep Maria Guiteras    |              |
| 1999-2000 | Jaume Puig              |              |
| 2000-2002 | Sead Hasanefendic       |              |
| 2002-2008 | Manuel Montoya          |              |
| 2008-2010 | Lorenzo Rueda           |              |
| 2010-2012 | Manolo Cadenas Montañés |              |
| 2012-2014 | Toni Garcia Guerrero    |              |
| 2014-2016 | Carlos Viver            |              |
| 2016-     | Antonio Rama            |              |

### Presidents
El BM Granollers ha tingut els tretze presidents següents:
| Anys      | President               |
| --------- | ----------------------- |
| 1944-1948 | Ramon Sobrevia i Coll   |
| 1948-1955 | Lluís Sitjes i Ballescà |
| 1955-1969 | Emili Botey i Alsina    |
| 1969-1972 | Joan Antoni Piferrer    |
| 1972-1974 | Joan Antoni Cabrera     |
| 1974-1980 | Francesc Ventura        |
| 1980-1982 | Joaquim Raga            |
| 1982-1992 | Jaume Rodríguez         |
| 1992-1996 | Joan Mundet             |
| 1996-2000 | Ramon Font i Terrades   |
| 2000-2009 | Juan María Pérez-Ortiz  |
| 2009-2011 | José Luis Caña          |
| 2011-2021 | Josep Pujadas i Maspons |
| 2022-     | Alfred Serra i Parera   |

## Tornejos organitzats pel BM Granollers

### Granollers Cup
La Granollers Cup és un torneig internacional d'handbol base que el BM Granollers organitza anualment des de 1999, tot i que les edicions de 2020 i 2021 es van haver de cancel·lar a causa de la pandèmia de COVID-19. El torneig se celebra habitualment durant cinc dies, l'última setmana de juny, i inclou totes les categories, des d'aleví fins a júnior, tant masculines com femenines. Les pistes de joc es reparteixen per tota la ciutat de Granollers però, a les últimes edicions, a causa de l'increment de participants, fins a set mil esportistes, el torneig s'ha extés a altres municipis, com Les Franqueses del Vallès, Montornès del Vallès, Canovelles, Cardedeu o Vilanova del Vallès.

### Jornades Escolars (Torneig Coaliment)
Les Jornades Escolars són un torneig d'handbol formatiu organitzat anualment des de 1995, gràcies a l'impuls inicial de Josep Saperas, propietari de l'empresa de distribució i alimentació Coaliment. El torneig està adreçat a totes les escoles de Granollers i rodalia, amb l'objectiu que els nens i nenes del Vallès Oriental coneguin la pràctica de l'handbol, i les famílies s'acostin a les instal·lacions del Palau d'Esports de Granollers. Un altre dels objectius del torneig és aconseguir que jugadors del planter del club que juguen a categories superiors (infantil, cadet o juvenil), com a part de la seva formació com esportistes, entrenin i dirigeixin els equips participants i exerceixin d'àrbitres d'alguns partits del torneig.
El torneig se celebra durant 4 o 5 diumenges de primavera, normalment durant el mes de maig, i inclou les categories prebenjamí, benjamí i aleví (tots els equips són mixtes). El nombre de participants al torneig ha anat incrementant-se a les últimes edicions, fins a assolir les 20 escoles i més de 1000 jugadors i jugadores.

### MiniHandbol
El MiniHandbol és un torneig d'handbol formatiu organitzat anualment des de 2003 i s'adreça als clubs d'handbol que desitgin participar. El torneig té l'objectiu de fomentar l'handbol a les categories formatives (prebenjamí, benjamí i aleví) i se celebra durant un diumenge de primavera, normalment en el mes de març. En les últimes edicions, el torneig ha superat el 50 equips i els 800 jugadors inscrits.

### Torneig Internacional Ciutat de Granollers
El Torneig Internacional Ciutat de Granollers és un torneig d'handbol sènior, de caràcter amistós, que organitza el BM Granollers anualment des de 1990. El torneig se celebra habitualment durant la pretemporada del primer equipo masculí. Al llarg de la seva història, el torneig ha alternat dos formats: partit únic o eliminatòries directes entre 4 equips.
Entre altres, han jugat aquest torneig equips com Füchse Berlín (Alemanya), Honda Suzuka (Japó), IK Sävehof (Suècia), SC Merano i Italgest Casarano (Itàlia), Toulouse Handball, Paris Saint-Germain Handball, Montpellier HB i Dunkerque HB Grand Littoral (França), Fram Reykjavik (Islàndia), Dinamo d'Astrakhan (Rússia), Electromos Budapest (Hongria) o Pfadi Winterthur (Suïssa).

## Patrocinadors
Un dels principals factors que han sostingut el BM Granollers al llarg de la seva història és el patrocini i mecenatge d'empreses nascudes o implantades a Granollers i rodalia. Els patrocinadors més significatius i els que han acompanyat el nom del primer equip han estat:
- 1967-1979: Sabons Camp: Elena

Empresa química nascuda a Granollers, d'àmbit internacional, fabricant de detergents. A diferents èpoques el primer equip es va anomenar BM Granollers-Camp i BM Granollers-Elena, nom d'un dels seus productes més venuts al mercat espanyol.
L'arribada d'aquest patrocinador es va produir després de la crisi de l'any 1964, en la qual el club va haver de renunciar a jugar a la Divisió d'Honor per motius econòmics. L'arribada del patrocinador va permetre al club tornar a la màxima categoria.
- 1981-1984: Sant Dalmai

Empresa del sector de l'alimentació, que va arribar al club de la mà del president Jaume Rodríguez, va suposar l'entrada de nous ingressos en un dels moments més delicats de la seva història.
- 1985-1991: Cacaolat

Cacaolat és una marca de batuts de llet i cacau. Va ser creada l'any 1925 a la granja Viader de Cardedeu i va fabricar el primer batut industrial del mon. L'entrada de Cacaolat com a patrocinador va supusar el canvi dels colors blans i blau pel groc i marró en l'equipació tradicional del club, que va passar a anomenar-se Cacaolat Granollers.
- 1999-2002: KH Lloreda: KH-7

Empresa ubicada a Canovelles i dedicada a la fabricació i comercialització de productes de neteja industrial ide la llar.
- 2005- : Fraikin[36]

El grup Fraikin és una multinacional francesa del mercat de lloguer de vehicles industrials, utilitaris i comercials.